# Nederlandse kampioenschappen schaatsen afstanden 1991 - 3000 meter vrouwen
De 3000 meter vrouwen op de Nederlandse kampioenschappen schaatsen afstanden 1991 werd gereden in maart 1991, in ijsstadion Kennemerland te Haarlem. Er namen twaalf schaatssters deel.
Hanneke de Vries was titelverdedigster na haar zege tijdens de NK afstanden 1990.

## Statistieken

### Uitslag
| #      | Schaatser            | tijd    |
| ------ | -------------------- | ------- |
| Goud   | Lia van Schie        | 4.37,05 |
| Zilver | Jolanda Grimbergen   | 4.40,76 |
| Brons  | Hanneke de Vries     | 4.42,92 |
| 4      | Ingrid van der Voort | 4.45,63 |
| 5      | Harkelien Kruyer     | 4.47,04 |
| 6      | Henriëtte Vooys      | 4.47,21 |
| 7      | Marion van Zuilen    | 4.47,36 |
| 8      | Gonnie Brunia        | 4.48,41 |
| 9      | Monique Cammeraat    | 4.49,41 |
| 10     | Sandra Zwolle        | 4.49,54 |
| 11     | Linda Nat            | 4.50,85 |
| 12     | Marjan Mager         | 4.52,19 |